# Liste des prix littéraires québécois
Voici une liste de prix littéraires québécois par classement alphabétique.
- Concours de création littéraire Marcel F. Raymond, créé en 2009 par L'arc-en-ciel littéraire
- Concours de nouvelles de la revue Stop, créé en 1989 par la revue Stop
- Concours de nouvelles de Radio-Canada, créé en 1985 par la Société Radio-Canada
- Concours de nouvelles d'XYZ. La revue de la nouvelle, créé en 1989 par XYZ (revue)
- Concours du meilleur texte de quatre lignes, créé en 1988 par l'Université du Québec à Chicoutimi
- Concours du meilleur texte de trois pages, créé en 1987 par l'Université du Québec à Chicoutimi
- Concours intercollégial de poésie, créé en 1993 par le Collège Ahuntsic
- Concours littéraire ACELF, créé en 1958 par l'Association canadienne d'éducation de langue française
- Concours littéraire de Lanaudière, créé en 1977 par Michèle de Laplante
- Concours littéraire Lurelu, créé en 1986 par Lurelu
- Des nouvelles de Gatineau!, créé en 2011 par la Bibliothèque municipale de Gatineau et le Cégep de l'Outaouais
- Grand Concours littéraire de l'Université de Sherbrooke, créé en 2015 par l'Université de Sherbrooke
- Grands prix de la culture des Laurentides (volet lettres et patrimoine), créé en 1990 par le Conseil de la culture des Laurentides
- Grand prix de la relève littéraire Archambault, créé en 2004 par Archambault
- Grand prix des lectrices de Elle Québec, créé en 1993 par Elle Québec
- Grand prix Québecor du Festival international de la poésie, créé en 1984 par le Festival international de la poésie de Trois-Rivières
- Grand prix du livre de Montréal, créé en 1965 par la Ville de Montréal
- Grand prix littéraire Archambault, créé en 2001 par Archambault
- Grand prix littéraire de la Montérégie, créé en 1999 par l'Association des auteurs de la Montérégie
- Grand prix littéraire de la Société Saint-Jean-Baptiste de la Mauricie, créé en 1964 par la Société Saint-Jean-Baptiste de la Mauricie
- Grand prix du livre de la Ville de Sherbrooke (anciennement le Grand prix du livre de la Ville de Sherbrooke), créé en 1989 par l'Association des auteurs des Cantons de l'Est et la Bibliothèque Éva-Senécal
- Grand prix Metropolis bleu, créé en 2000 par la Fondation Métropolis bleu
- Grands prix des saisons littéraires, créé en 1996 par Guérin éditeur
- Grands prix du Journal de Montréal, créé en 1980 par Le Journal de Montréal et l'Union des écrivaines et des écrivains québécois
- Grands prix du livre de la Montérégie, créé en 1999 par l'Association des auteurs de la Montérégie
- Grand prix de l'écriture S.T. Dupont, créé en 1988 par la Société DAGYP
- Médaille de l'Académie des lettres du Québec, créé en 1946 par l'Académie des lettres du Québec
- Palmarès Communication-Jeunesse des livres préférés des jeunes, créé en 1988 par Communication-Jeunesse
- Prix 12/17 Brive-Montréal, créé en 1991 par le Salon du livre de Montréal et la Foire du livre de Brive
- Prix littéraires du Salon du livre du Saguenay-Lac-Saint-Jean (anciennement Prix Abitibi-Bowater), créé en 1991 par le Salon du livre du Saguenay-Lac-St-Jean
- Prix A.-M.-Klein, créé en 1988 par la Quebec Writers' Federation
- Prix Adagio, créé en 2003 par le Salon du livre de Trois-Rivières
- Prix Adrienne-Choquette, créé en 1981 par la Société des écrivains canadiens
- Prix Air Canada, créé en 1976 par Air Canada et la Société des écrivains canadiens
- Prix Alain-Grandbois, créé en 1988 par l'Académie des lettres du Québec
- Prix Alfred-DesRochers, créé en 1978 par l'Association des auteures et des auteurs des Cantons de l'Est
- Prix Alibis, créé en 2005 par la Revue Alibis
- Prix Alphonse-Desjardins, créé en 1992 par l'Association des auteures et des auteurs des Cantons de l'Est
- Prix Alvine-Bélisle, créé en 1974 par l'Association pour l'avancement des sciences et des techniques de la documentation (ASTED), puis par la Fédération des milieux documentaires (depuis 2019)
- Prix Angélina-Berthiaume-Du Tremblay, créé en 1977 par le Centre Berthiaume-Du Tremblay
- Prix Anne-Hébert, créé en 2001 par le Centre culturel canadien et la Première chaîne de Radio-Canada
- Prix Arthur-Buies, créé en 1978 par le Salon du livre de Rimouski
- Prix Athanase-David, créé en 1968 par le Gouvernement du Québec
- Prix Caroline Dawson
- Prix Cécile-Gagnon, créé en 1997 par l'Association des écrivaines et des écrivains québécois pour la jeunesse
- Prix Champlain, créé en 1957 par le Salon international du livre de Québec
- Prix Coup de cœur, créé en 2017 par la Société du roman policier de Saint-Pacôme
- Prix Dagon, créé en 1977 par la Revue Solaris
- Prix de création littéraire Bibliothèque de Québec-Salon international du livre de Québec, créé en 2003 par la Ville de Québec et le Salon international du livre de Québec
- Prix de l'Académie, créé en 2000 par un groupe d'écrivains
- Prix de L'Actuelle, créé en 1971 par la Maison d'édition l'Actuelle
- Prix de la bande à Mœbius, créé en 1999 par la Revue Mœbius
- Prix de la Biennale littéraire des Cèdres, créé en 2014
- Prix de la création Radio-Canada, créé en 2001 par la Société Radio-Canada
- Prix de la Fondation lavalloise des lettres, créé en 2008 par la Société littéraire de Laval (Québec)
- Prix de la nouvelle littéraire de l'Office franco-québécois pour la jeunesse, créé en 1988 par l'Office franco-québécois pour la jeunesse
- Prix de la revue Études françaises, créé en 1967 par le Département des Littératures de langue française de l'Université de Montréal et les Presses de l'Université de Montréal
- Prix de la Rivière Ouelle de la nouvelle policière, créé en 2002 par la Société du roman policier de Saint-Pacôme
- Prix de la Ville de Drummondville
- Prix de littérature de jeunesse du Conseil des Arts du Canada, créé en 1975
- Prix de littérature Gérald-Godin, créé en 1984 par la Société des écrivains de la Mauricie
- Prix de poésie Gatien-Lapointe - Jaime-Sabines, créé en 2003 par le Festival international de la poésie de Trois-Rivières et le Seminario de Cultura Mexicana
- Prix de poésie Radio-Canada, créé en 2011 par Radio-Canada (Zone d'écriture)
- Prix de poésie Terrasses Saint-Sulpice, créé en 1990 par la Revue Estuaire et les Terrasses Saint-Sulpice
- Prix des abonnés, créé en 1988 par le Regroupement des bibliothèques publiques de la Mauricie-Centre-du-Québec
- Prix des écrivains francophones d'Amérique, créé en 1993 par la Société des Écrivains francophones d’Amérique, section de Montréal
- Prix des Horizons imaginaires, créé en 2017 par Highlands
- Prix des lecteurs du Marché de la poésie de Montréal, créé en 2000 par la Maison de la poésie
- Prix des libraires du Québec, créé en 1994 par l'Association des libraires du Québec et le Salon international du livre de Québec
- Prix des nouvelles voix de la littérature, créé en 2008 par le Salon du livre de Trois-Rivières
- Prix du Cercle du livre de France, créé en 1949 par Le Cercle du livre de France
- Prix du grand public du Salon du livre de Montréal - La Presse, créé en 1983 par le Salon du livre de Montréal et La Presse
- Prix du livre jeunesse des bibliothèques de Montréal, créé en 2005 par les Bibliothèques publiques de Montréal
- Prix du livre M. Christie, créé en 1990 par Christie Brown
- Prix Du Maurier, créé en 1962 par Henri W. Joly
- Prix Edgar-Lespérance, créé en 1991 par Sogides
- Prix Émile-Nelligan, créé en 1979 par la Fondation Émile-Nelligan
- Prix Émile-Ollivier, créé en 2004 par le Conseil supérieur de la langue française
- Prix Espiègle, créé en 2017 par l'Association pour la Promotion des Services Documentaires Scolaires
- Prix estrien de la littérature grand public, créé en 2016 par l'Association des auteures et des auteurs de l'Estrie
- Prix Félix-Antoine-Savard de poésie, créé en 1997 par le Festival international de la poésie de Trois-Rivières
- Prix Félix-Leclerc de poésie, créé en 1997 par la Fondation Félix-Leclerc et le Festival international de la poésie de Trois-Rivières
- Prix Françoise-Bujold, créé en 1991 par le Salon du livre de la Gaspésie et des Îles
- Prix francophone international du Festival de la poésie de Montréal, créé en 2020 par le Festival de la poésie de Montréal
- Prix Gabrielle-Roy, créé en 1984 par l'Association des littératures canadiennes et québécoise
- Prix Gaston-Gouin, créé en 1978 par l'Association des auteurs des Cantons de l'Est
- Prix Gibson, créé en 1976 par la Distillerie Gibson et la Société des écrivains canadiens
- Prix Gilles-Corbeil, créé en 1990 par la Fondation Émile-Nelligan
- Prix Gratien-Gélinas, créé en 1994 par le Centre des Auteurs Dramatiques (CEAD)
- Prix Hugh-MacLennan, créé en 1988 par la Quebec Writers' Federation
- Prix Hubert-Reeves, créé en 2011 par l'Association des communicateurs scientifiques du Québec
- Prix Jacques-Blais, créé en 1999 par le Centre de recherche interuniversitaire sur la littérature et la culture québécoises (CRILCQ)
- Prix Jacques-Brossard de la science-fiction et du fantastique, créé en 1984 par Passeport pour l'imaginaire
- Prix Jacques-Cartier du roman et de la nouvelle de langue française, créé en 2009 par la Ville de Montréal, Direction de la culture et du patrimoine
- Prix Jacques-Mayer du premier polar, créé en 2013 par la Société du roman policier de Saint-Pacôme
- Prix littéraire Janette-Bertrand, créé en 2023 par le Salon du livre de Montréal
- Prix Jean-Hamelin, créé en 1965
- Prix Jean-Béraud-Molson, créé en 1968 par Le Cercle du livre de France et la brasserie Molson
- Prix Jean-Éthier-Blais, créé en 1997 par la Fondation Lionel-Groulx
- Prix Jeunesse des univers parallèles, créé en 2006 par Passeport pour l'imaginaire
- Prix Joël-Champetier, créé en 2016 par la Revue Solaris
- Prix Jovette-Bernier—Ville de Rimouski, créé en 1981 par le Salon du livre de Rimouski
- Prix la Plume saguenéenne, créé en 1978 par la Société des écrivains canadiens
- Prix Le Passeur, créé en 2013 par la Fédération québécoise du loisir littéraire
- Prix Le Signet d'Or, créé en 1993 par Télé-Québec
- Prix littéraire Canada-Communauté française de Belgique, créé en 1971 par le Conseil des Arts du Canada et la Communauté française de Belgique
- Prix littéraire Canada-Japon, créé en 1989 par le Conseil des Arts du Canada et le Fonds Canada-Japon
- Prix littéraire Caroline-Dawson, créé en 2024 par la Fondation du Cégep Édouard-Montpetit
- Prix littéraire Clément-Marchand, créé en 1980 par la Société des écrivains de la Mauricie et la Société Saint-Jean-Baptiste de la Mauricie
- Prix littéraire Clément-Morin, créé en 1998 par Culture Mauricie
- Prix littéraire Damase-Potvin, créé en 1994 par le Prix Damase-Potvin
- Prix littéraire de l'Abitibi-Témiscamingue, créé en 1973 par le Comité du prix littéraire de l'Abitibi-Témiscamingue
- Prix littéraire de La Presse, créé en 1974 par le Journal La Presse
- Prix littéraire de l'Outaouais Henry-Desjardins, créé en 1982 par la Société nationale des Québécois de l'Outaouais
- Prix littéraire de Thetford, créé en 2016 par la Ville de Thetford
- Prix littéraire des bouquinistes du Saint-Laurent, créé en 2002 par les Bouquinistes du Saint-Laurent et Essilor Canada
- Prix littéraire des collégiens, créé en 2003 par le Prix littéraire des Collégiens
- Prix littéraire Desjardins, créé en 1993 par le Salon international du livre de Québec
- Prix littéraire du CRSBP du Saguenay–Lac-Saint-Jean, créé en 1979 par le Centre régional de services aux bibliothèques publiques du Saguenay–Lac-Saint-Jean
- Prix littéraire France-Québec, créé en 1998 par l'Association France-Québec
- Prix littéraire intercollégial, créé en 2002 par le Collège Montmorency et le journal Voir
- Prix littéraire Jacques-Poirier—Outaouais, créé en 1992 par le Salon du livre de l'Outaouais
- Prix littéraire jeunesse Télé-Québec de l’Abitibi-Témiscamingue, créé en 2001 par Télé-Québec
- Prix littéraire Le Droit, créé en 1985 par le Journal Le Droit et l'Association des auteures et auteurs de l'Ontario français
- Prix littéraire Marcel-Panneton, créé en 1984 par la Bibliothèque centrale de prêt de la Mauricie
- Prix littéraire Mexique-Québec, créé en 2003 par le Ministère de la Culture et des Communications
- Prix littéraire W. O. Mitchell, créé en 1998 par The Writers' Trust of Canada
- Prix littéraires des enseignants AQPF-ANEL, créé en 2008 par l'Association nationale des éditeurs de livres
- Prix littéraires du Gouverneur général (en français), créé en 1959 par le Conseil des Arts du Canada
- Prix littéraires du Salon du livre du Saguenay-Lac-Saint-Jean, créé en 1997 par le Salon du livre du Saguenay–Lac-Saint-Jean
- Prix littéraires Radio-Canada, créé en 1972 par la Société Radio-Canada et le Conseil des Arts du Canada
- Prix Louise-LaHaye, créé en 2008 par le Centre des auteurs dramatiques
- Prix Ludger-Duvernay, créé en 1944 par la Société Saint-Jean-Baptiste de Montréal
- Prix Marcel-Couture, créé en 2000 par le Salon du livre de Montréal
- Prix Mavis-Gallant, créé en 1988 par la Quebec Writers' Federation
- Prix McAuslan, créé en 1996 par la Quebec Writers' Federation
- Prix Michel-Tremblay, créé en 2009 par le Centre des auteurs dramatiques
- Prix Michelle-Le Normand, créé en 1971 par la Société des écrivains canadiens
- Prix Molson du roman de l'Académie des lettres du Québec, créé en 1983 par l'Académie des lettres du Québec, l'Union des écrivaines et des écrivains québécois et la brasserie Molson
- Prix Monique-Corriveau, créé en 1991 par le Salon international du livre de Québec
- Prix Octave-Crémazie, créé en 1980 par le Salon international du livre de Québec
- Prix Odyssée, créé en 2002 par la Corporation des Odyssées du livre et Patrimoine canadien
- Prix Patrick-Coppens, créé en 2019 par Patrick Coppens
- Prix Paulette-Chevrier, créé en 2013 par la Fédération québécoise du loisir littéraire
- Prix Pauline-Cadieux, créé en 1992 par le Salon du livre de la Gaspésie et des Îles
- Prix Percy-W.-Foy, créé en 1990 par la Société historique de Montréal
- Prix Philippe-Aubert-de-Gaspé, créé en 1985 par le Salon du livre de la Côte-du-Sud
- Prix Piché de poésie de l'Université du Québec à Trois-Rivières, créé en 1989 par le Festival international de la poésie de Trois-Rivières
- Prix Pierre-Vadeboncœur, créé en 2011 par la Confédération des syndicats nationaux (CSN)
- Prix Québec-Paris, créé en 1958 par l'Association France-Canada et la Délégation générale du Québec à Paris
- Prix Québec-Wallonie-Bruxelles de littérature de jeunesse, créé en 1981 par le Ministère de la Culture et des Communications et le Commissariat général aux Relations internationales de la Communauté française de Belgique
- Prix Radio-Canada Caroline-Dawson, créé en 2024 par la Société Radio-Canada
- Prix Richard-Arès, créé en 1991 par la Ligue d'action nationale
- Prix Rina-Lasnier, créé en 2000 par l'Association des auteurs de la Montérégie
- Prix Ringuet, créé en 1997 par l'Académie des lettres du Québec
- Prix Robert-Cliche, créé en 1979 par VLB éditeur
- Prix Saint-Pacôme du roman policier, créé en 2002 par la Société du roman policier de Saint-Pacôme
- Prix Saint-Pacôme du roman policier jeunesse, créé en 2016 par la Société du roman policier de Saint-Pacôme
- Prix Saint-Pacôme International, créé en 2015 par la Société du roman policier de Saint-Pacôme
- Prix Septième Continent, créé en 1985 par le Magazine Imagine
- Prix Solaris, créé en 1981 par la Revue Solaris
- Prix Spirale Eva-Le-Grand, créé en 1995 par le Magazine Spirale
- Prix Suisse-Canada, créé en 1980 par le Conseil des Arts du Canada et Pro Helvetia
- Prix Suzanne-Pouliot et Antoine-Sirois, créé en 2013 par l'Association des auteures et auteurs de l’Estrie
- Prix TD de littérature canadienne pour l'enfance et la jeunesse, créé en 2005 par le Centre canadien du livre jeunesse et le Groupe Financier Banque TD
- Prix Tenebris, créé en 2012 par les Printemps Meurtriers de Knowlton
- Prix Victor-Barbeau, créé en 1988 par l'Académie des lettres du Québec
- Prix Yves-Sauvageau, créé en 1984 par le Théâtre Entre chien et loup et l'Association des auteures et auteurs de l'Estrie
- Quebec Writers' Federation Awards, créé en 1988 par la Quebec Writers' Federation